# 里普利鎮區 (伊利諾伊州布朗縣)
里普利鎮區（英語：Ripley Township）是位於美國伊利諾伊州布朗縣的一個行政鎮區。

## 地方資料
根據2010年美國人口普查的數據，里普利鎮區的面積為15.60平方千米，當中陸地面積為15.60平方千米，而水域面積為0.00平方千米。當地共有人口100人，而人口密度為每平方千米6.41人。